# Pawłowiczki
Pawłowiczki (deutsch Pawlowitzke / Gnadenfeld) ist ein Dorf und Hauptort der Landgemeinde Pawlowitzke im Powiat Kędzierzyńsko-Kozielski der Woiwodschaft Opole in Polen.

## Lage
Pawłowiczki liegt rund zehn Kilometer südwestlich von Koźle (Cosel) und 16 km nordöstlich von Głubczyce (Leobschütz).
Pawłowiczki bildet ein Schulzenamt, dem außerdem die Dörfer Opatrzność (Vorsicht), Rzeczyca (Rzetzitz) und Warmuntowice (Warmunthau) angehören. Das Dorf Pawłowiczki bestand vormals aus den zusammengewachsenen Orten Pawlowitzke und Gnadenfeld, das den urbaneren Südteil des Ortes darstellt, wo sich auch das Rathaus befindet.

## Geschichte
Das Dorf wurde 1453 als Pawlowitcz urkundlich erwähnt. Eingepfarrt war es nach Rzetzitz. 1742 wurde Pawlowitzke Teil Preußens und 1816 dem Landkreis Cosel zugeordnet.
Im Jahre 1766 erwarb der Herrnhuter Ernst Julius von Seidlitz für seinen Sohn Friedrich von Seidlitz das Dominium Pawlowitzke. An einem Talhang des Erlengrundes, südlich des Gutsdorfes an der Kreuzung der Heerstraßen Cosel–Leobschütz und Ratibor–Oberglogau–Neustadt ließ er eine Siedlung für die Herrnhuter Glaubensbrüder aus Oberschlesien gründen, die Gnadenfeld genannt wurde. 1771/72 wurden die ersten Gebäude in Erbpacht errichtet. 1779 gründete König Friedrich II. die Brüdergemeine Gnadenfeld, die der Direktion der Brüder-Unität in Berthelsdorf bei Herrnhut unterstellt war. 1780 erteilte er die königliche Konzession zum Bau eines Bethauses – der von 1781 bis 1782 vollzogen wurde – und die Genehmigung zum Weiterbau der Kolonistensiedlung, die zunächst planmäßig für rund 100 Einwohner größtenteils vom Baumeister Rietz aufgebaut wurde. Es entstand ein zentraler rechteckiger Platz mit dem Bethaus in der Mitte, das auch als Schule und Gemeindehaus genutzt wurde. Gesäumt wurde der Platz vom Schwesternhaus und Brüderhaus sowie von einer Knabenanstalt und einem Mädcheninternat als schlichte Barockhäuser mit Mansard- und Krüppelwalmdächern. Um diesen Platz entstanden auf rechteckigem Straßennetz Einfamilienhäuser für die Herrnhuter Brüder.

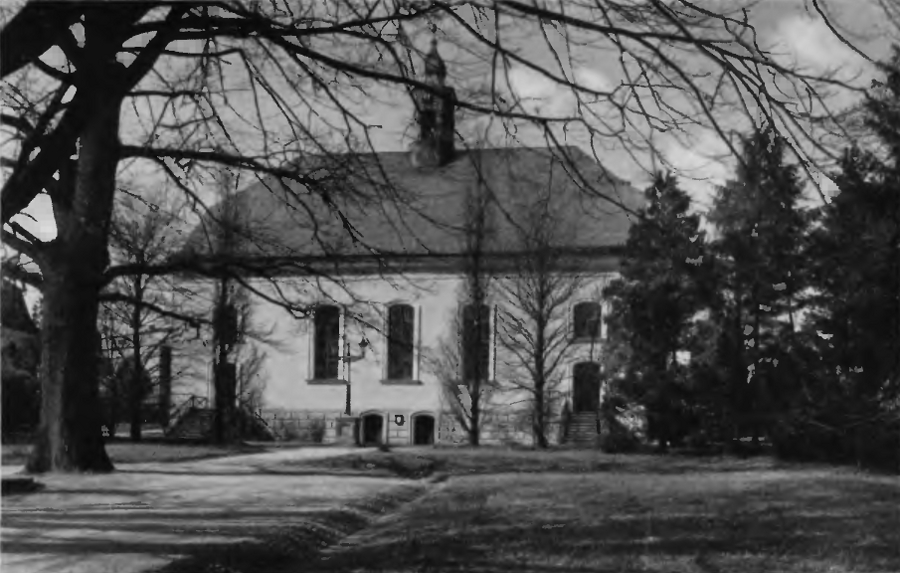
Das 1945 zerstörte Bethaus der Ev. Brüdergemeine (Herrnhuter) in Gnadenfeld

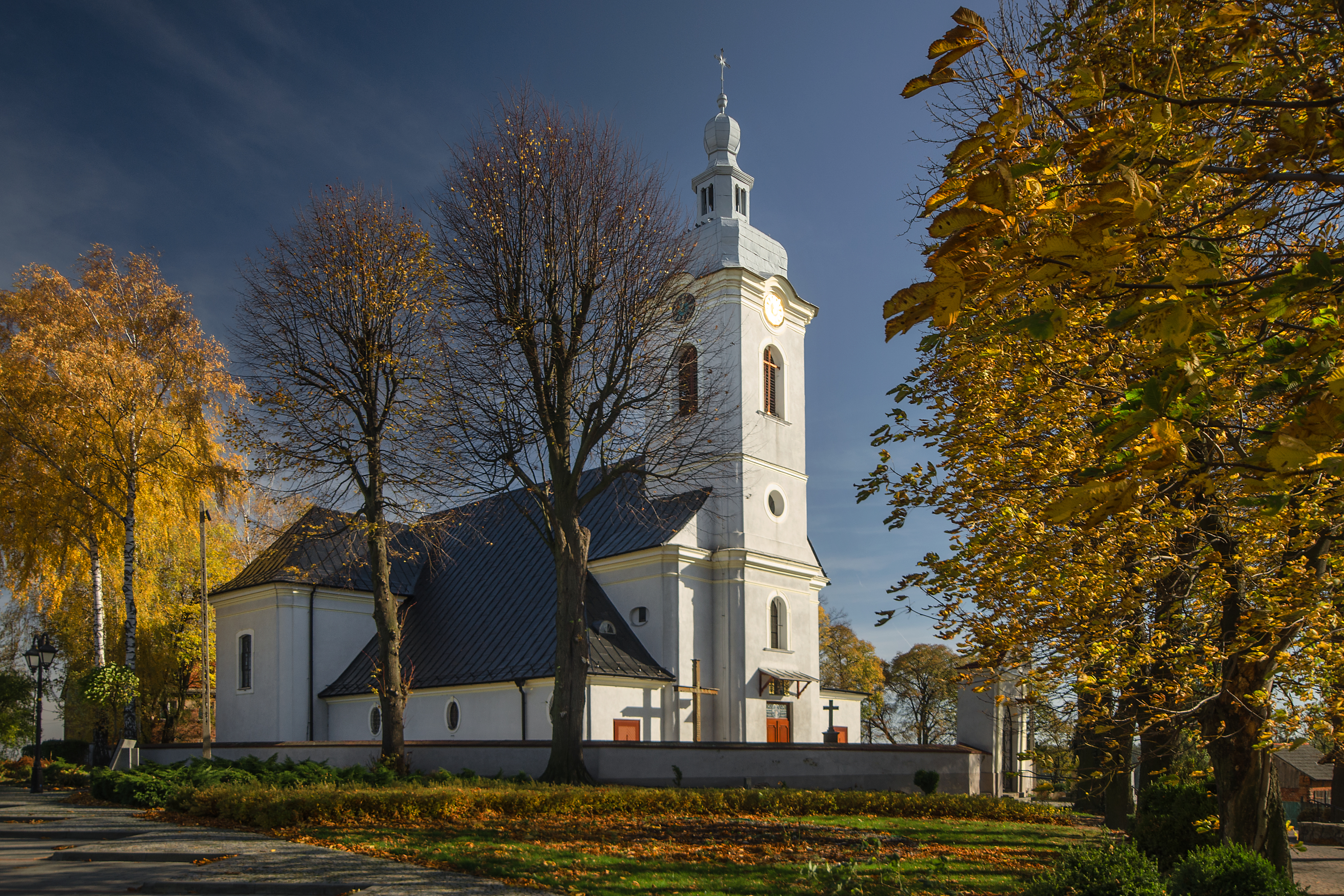
Die katholische Pfarrkirche in der Ortslage Rzeczyca

1787 erwarb die Brüder-Unität von Gnadenfeld die Dominialrechte für das Gutsdorf Pawlowitzke. 1855 erlosch die Erbpacht, wodurch das Land tatsächlicher Besitz der Brüdergemeine wurde. 1791 wurde ein evangelischer Friedhof angelegt. Bald wuchsen beide Orte zusammen und Gnadenfeld entwickelte sich zu einer wichtigen Handels- und Handwerkssiedlung, in der neben Tischlerei, Ziegelei und Windmühle eine Post, eine Brauerei, eine Fabrik für Branntwein-Brennapparate und ein Glockengießer ansässig waren. Auch im alten Gutsdorf Pawlowitzke siedelten sich viele Protestanten an – 1825 entstand eine evangelische Schule und 1834 ein evangelischer Friedhof. Darüber hinaus richteten die Herrnhuter 1818 in Gnadenfeld ein theologisches Seminar der Brüder-Unität ein, das bis 1922 bestand. Hier gab es auch eine Apotheke im Besitz der Familie Wetschky.
Ungewöhnlich für einen Ort dieser Größe waren auch die rasterförmigen breiten Straßen, die regelmäßige Bebauung und der Gemeindepark im Erlengrund. 1892 erhielt Gnadenfeld Anschluss an die Eisenbahnlinie Bauerwitz–Cosel durch den Bahnhof Gnadenfeld-Chrost. 1891 wurde das Amtsgericht Gnadenfeld eingerichtet.
Bei der Volksabstimmung in Oberschlesien am 20. März 1921 wurden in Gnadenfeld 278 Stimmen für den Verbleib bei Deutschland abgegeben, zwei Stimmen waren für den Anschluss an Polen, in Pawlowitzke waren es 392 zu 14 Stimmen und im dazugehörigen Gutsbezirk Pawlowitzke 55 zu 1 Stimmen. Auch die Nachbardörfer hatten deutliche deutsche Stimmenmehrheiten und in der Folge verblieb der Stimmkreis Cosel in der Weimarer Republik.
In der Zeit des Nationalsozialismus wurde der Ortsname 1936 von Pawlowitzke in Gnadenfeld II geändert. Das Dorf entstand durch den Zusammenschluss der Dörfer Gnadenfeld I und Gnadenfeld II (früher Pawlowitzke). 1938 wurden die Landgemeinden Gnadenfeld II (Pawlowitzke), Riedgrund (Rzetzitz), Vorsicht und Warmunthau nach Gnadenfeld eingemeindet. Diese Ortszusammenlegung hat bis heute in Form des Schulzenamtes Pawłowiczki Bestand. Gegen Ende des Zweiten Weltkrieges wurde am 15. März 1945 die Herrnhuter Siedlung Gnadenfeld schwer zerstört. Die evangelische Ortsbevölkerung wurde größtenteils vertrieben, gleichwohl konnte sich in der Gegend eine deutsche Minderheit halten. Laut der Volkszählung in Polen von 2002 waren mehr als 20 % der Einwohner Deutsche, weshalb die Gemeinde das Recht hat, Deutsch als Hilfssprache einzuführen, von dem sie aber noch nicht Gebrauch machte, sowie zweisprachige Ortsnamen einzuführen. 2013 fand eine Abstimmung statt, bei der sich elf Orte für deutsche Ortsnamen entschieden. Die Gemeinde beantragte noch im selben Jahr die Einführung der Namen Autischkau, Borislawitz, Dobroslawitz, Grötsch, Groß Nimsdorf, Klein Grauden, Koske, Matzkirch, Ostrosnitz, Radoschau und Trawnig.

## Einwohnerentwicklung
Einwohnerzahlen der späteren Gemeinde Gnadenfeld:
| Jahr | Warmunthau | Rzetzitz | Vorsicht | Pawlowitzke | Gnadenfeld |
| ---- | ---------- | -------- | -------- | ----------- | ---------- |
| 1844 |            | 582      |          | 435         | 352        |
| 1855 | 365        | 611      | 86       | 505         | 277        |
| 1861 | 383        | 615      | 61       | 543         | 365        |
| 1910 | 369        | 661      | 37       | 583         | 427        |
| 1925 | 390        | 666      | 51       | 570         |            |
| 1933 |            |          |          |             | 2.033      |
| 1939 |            |          |          |             | 2.045      |

## Wappen
Alte Siegel und Stempel der Gemeinde Gnadenfeld zeigen eine nach links gekehrte Justitia als Symbol der Gerechtigkeit. In ihrer linken Hand hält sie eine Waage, in der rechten Hand das nach oben gerichtete Richtschwert. Es könnte sich dabei eventuell um ein redendes Wappen handeln.
Alte Siegel und Stempel der Gemeinde Pawlowitzke zeigen ebenfalls eine Justitia, jedoch nach rechts gekehrt. In ihrer linken Hand hält sie eine Waage, in der rechten Hand das nach oben gerichtete Richtschwert.
Alte Siegel und Stempel der Gemeinde Vorsicht zeigen das Auge der Vorsehung (Auge Gottes).
Alte Siegel und Stempel der Gemeinde Warmunthau zeigen in der Mitte eine Getreidegarbe, auf der ein nach rechts gekehrter Vogel sitzt, mit einem Zweig im Schnabel. Heraldisch rechts befinden sich zwei Getreideähren, links davon eine nach rechts, also in die Mitte, gekehrte Sichel. Es weist somit auf den damaligen landwirtschaftlich geprägten Charakter des Ortes hin.
Alte Siegel und Stempel der Gemeinde Rzetzitz zeigen in der Mitte einen nach rechts gekehrten Holzfäller oder Waldarbeiter mit einem Spaten auf der Schulter. Links und rechts davon jeweils einen Baum. Es weist somit auf den damaligen forstwirtschaftlich geprägten Charakter des Ortes hin.
Das heutige Wappen des Ortes und der Gemeinde zeigt einen Heiligen auf der heraldisch linken Seite, daneben einen Bachlauf. Im Hintergrund sieht man auf einem Hügel eine kleine Kapelle. Das Wappenschild besitzt zwei Schimmel als Wappenträger und wird bekrönt von drei Getreideähren.

## Söhne und Töchter des Ortes
- Max Wetschky (1844–1927), Apotheker und Botaniker
- Ernst Kranz (1900–?) Opernregisseur
- Max Fillusch (1896–1965), Politiker (NSDAP)
- Walter Schulz (1912–2000), Philosoph

## Mit der Gemeinde verbunden
- Walter Bau (1888–1967), von 1914 bis 1945 Schulleiter, Naturkundler

## Gemeinde Pawlowitzke
Die Landgemeinde (gmina wiejska) Pawłowiczki umfasst eine Fläche von 153,58 km² und 22 Orte mit Schulzenämtern.
Eine Partnerschaft besteht seit 1998 mit Lindenfels im deutschen Landkreis Bergstraße. Im Jahr 2005 wurde eine weitere Partnerschaft mit der Gemeinde Velké Heraltice (Großherlitz) in Schlesien (Tschechien) besiegelt.